# Plurella testacea
Plurella testacea is een zakpijpensoort uit de familie van de Plurellidae. De wetenschappelijke naam van de soort werd in 2000 voor het eerst geldig gepubliceerd door het echtpaar Claude en Françoise Monniot.